# 亨利克·奧查馬亞
亨利克·奧查馬亞（1991年5月20日—）是一位愛沙尼亞足球運動員。在場上的位置是前鋒。他現在效力於愛沙尼亞足球甲級聯賽球隊弗罗拉足球俱乐部。他也代表愛沙尼亞國青隊和愛沙尼亞國家足球隊參加比賽。